# Internapoli Football Club 1970-1971
Questa voce raccoglie le informazioni riguardanti l'Internapoli Football Club nelle competizioni ufficiali della stagione 1970-1971.

## Rosa
| N. |                   | Ruolo | Calciatore         |
| -- | ----------------- | ----- | ------------------ |
|    | Italia (bandiera) | D     | Mario Accetta      |
|    | Italia (bandiera) | C     | Giuseppe Alberti   |
|    | Italia (bandiera) | A     | Sergio Boteani     |
|    | Italia (bandiera) | D     | Marcello Brilla    |
|    | Italia (bandiera) | D     | Bruno Caligiuri    |
|    | Italia (bandiera) | A     | Gabriele Ceccolini |
|    | Italia (bandiera) | A     | Fortunato Cesaro   |
|    | Italia (bandiera) |       | Angelo Ciasca      |
|    | Italia (bandiera) | A     | Stanislao Esposito |
|    | Italia (bandiera) | A     | Enzo Gaddi         |
|    | Italia (bandiera) | A     | Franco Gallina     |
|    | Italia (bandiera) | C     | Armando Giordano   |

| N. |                   | Ruolo | Calciatore          |
| -- | ----------------- | ----- | ------------------- |
|    | Italia (bandiera) | D     | Gianfranco Lusuardi |
|    | Italia (bandiera) | D     | Vincenzo Martella   |
|    | Italia (bandiera) | D     | Luciano Menconi     |
|    | Italia (bandiera) | C     | Antonio Oliva       |
|    | Italia (bandiera) | C     | Renato Palcini      |
|    | Italia (bandiera) | D     | Franco Pavoni       |
|    | Italia (bandiera) | P     | Germano Pietti      |
|    | Italia (bandiera) | A     | Domenico Romano     |
|    | Italia (bandiera) | D     | Salvatore Russo     |
|    | Italia (bandiera) |       | Soreca              |
|    | Italia (bandiera) | C     | Pino Turola         |
|    | Italia (bandiera) | P     | Paolo Volk          |